# Cyphoscyla lacordairei
Cyphoscyla lacordairei är en skalbaggsart som beskrevs av Thomson 1868. Cyphoscyla lacordairei ingår i släktet Cyphoscyla och familjen långhorningar.
Artens utbredningsområde är Laos. Inga underarter finns listade i Catalogue of Life.